# بادي كينيدي
بادي كينيدي (بالإنجليزية: Paddy Kennedy)‏ (9 أكتوبر 1934 بدبلن في جمهورية أيرلندا - 18 مارس 2007 في جمهورية أيرلندا) هو لاعب كرة قدم أيرلندي في مركز الدفاع. لعب مع أولدهام أثلتيك وبلاكبيرن روفرز ومانشستر يونايتد ونادي ساوثهامبتون.